# 1490

## Události
- portugalští katoličtí misionáři přicházejí do afrického Konžského království a zakládají zde první misii.
- 4. června – Šumperský sněm, kde byl dohodnut nástup českého krále Vladislava Jagellonského na moravský trůn
- 15. červenec – Po smrti Matyáše Korvína byl česky král Vladislav II. Jagellonský zvolen též králem uherským. Země Koruny české a uherské království se spojily v jeden stát, v unii, kterou spojovala postava panovníka.

## Narození
- 4. dubna – Vojtěch z Pernštejna, nejvyšší hofmistr Království českého († 17. března 1534)
- 16. května – Albrecht Braniborsko-Ansbašský, pruský kníže, poslední velmistr řádu německých rytířů v Prusku († 20. března 1568)
- 28. června – Albrecht Braniborský, arcibiskup mohučský a magdeburský, kardinál († 24. září 1545)
- 10. listopadu – Jan III. Klevský, německý šlechtic, otec Anny Klevské, čtvrté manželky anglického krále Jindřicha VIII. († 6. února 1539)
- ? – Florian Geyer, německý rytíř a diplomat († 10. června 1525)
- ? – Michael Sattler, jeden z prvních vůdců novokřtěneckého hnutí († 20. května 1527)
- ? – Dosso Dossi, italský renesanční malíř († 1542)
- ? – Jan III. Popel z Lobkovic, český šlechtic, nejvyšší hofmistr a nejvyšší dvorský a zemský sudí Českého království († 14. června 1569)

## Úmrtí
Česko
- 22. ledna – Vilém z Ilburka, český šlechtic z rodu Ilburků (* 1415)

Svět
- 27. ledna – Jošimasa Ašikaga, osmým šógun a vládce Japonska (* 1435)
- 13. března – Karel I. Savojský, savojský vévoda a král Kypru, Jeruzaléma a Arménie (* 28. března 1468)
- 6. dubna – Matyáš Korvín, uherský král (* 23. února 1443)
- ? – Laonikos Chalkokondyles, byzantský historik původem z Athén (* asi 1423)
- ? – Ján z Turca, uherský kronikář a historik (* 1435)

## Hlavy států
- České království – Vladislav Jagellonský
- Svatá říše římská – Fridrich III.
- Papež – Inocenc VIII.
- Anglické království – Jindřich VII. Tudor
- Dánsko – Jan I.
- Francouzské království – Karel VIII.
- Polské království – Kazimír IV. Jagellonský
- Uherské království – Matyáš Korvín/Vladislav Jagellonský
- Litevské velkoknížectví – Kazimír IV. Jagellonský
- Norsko – Jan I. Dánský
- Portugalsko – Jan II.
- Švédsko – regent Sten Sture
- Rusko – Ivan III. Vasiljevič
- Kastilie – Isabela Kastilská
- Aragonské království – Ferdinand II. Aragonský
- Osmanská říše – Bajezid II.